# Lamyctopristus validus
Lamyctopristus validus är en mångfotingart som beskrevs av Carl Graf Attems 1928. Lamyctopristus validus ingår i släktet Lamyctopristus och familjen fåögonkrypare. Inga underarter finns listade i Catalogue of Life.